# Le Syndrome chinois
Pour les articles homonymes, voir Syndrome (homonymie).
Pour plus de détails, voir Fiche technique et Distribution.
Le Syndrome chinois (The China Syndrome) est un film américain de type thriller réalisé par James Bridges, sorti en 1979.
Son titre fait allusion au « syndrome chinois », un accident hypothétique où le matériel en fusion d'un réacteur nucléaire pourrait traverser la croûte terrestre après l'emballement du réacteur.

## Synopsis
Kimberley Wells, une journaliste employée par la chaîne de télévision américaine KXLA, tourne un documentaire à la centrale nucléaire « Ventana » de Los Angeles.
Au cours de la visite, et alors que Kimberley, accompagnée de son cadreur et de son preneur de son, observe la salle des opérations de la centrale, les visiteurs deviennent les témoins d'un incident nucléaire, voyant comment le personnel de la salle s'active pour tenter d'en venir à bout. Le cadreur de Kimberley, Richard Adams, filme secrètement l'incident.
Adams montre ensuite les images à un ingénieur nucléaire extérieur, qui confirme la réalité de l'évènement et son caractère potentiellement dangereux. C'est à ce moment qu'est évoquée la notion de « syndrome chinois ». Mais la chaîne qui emploie Kimberley, pour des raisons légales refuse de diffuser le reportage. Par ailleurs, l'enquête diligentée sur l'incident est favorable à la société qui gère la centrale.
Cherchant à contacter Jack Godell, le responsable de la centrale au cours de l'incident afin d'obtenir de lui des précisions, Kimberley découvrira par l'entremise de celui-ci que le vrai danger est ailleurs, et bien pire.

## Fiche technique
- Titre : Le Syndrome chinois
- Titre original : The China Syndrome
- Réalisation : James Bridges
- Scénario : Mike Gray, T. S. Cook et James Bridges
- Production : Michael Douglas, Bruce Gilbert (en), Penny McCarthy, Jack Smith Jr.
- Société de production : Columbia Pictures
- Photographie : James Crabe
- Montage : David Rawlins
- Décors : George Jenkins
- Costumes : Donfeld
- Pays d'origine : États-Unis
- Langue : anglais
- Format : couleurs - 1,85:1 - Mono - 35 millimètres
- Genre : drame, film catastrophe
- Durée : 122 minutes
- Date de sortie : 
  -  États-Unis : 16 mars 1979
  -  France : 12 septembre 1979

## Distribution
- Jane Fonda (VF : Béatrice Delfe[3]) : Kimberly Wells, la journaliste de KXLA
- Jack Lemmon (VF : François Marié) : Jack Godell, le chef d’équipe à la centrale nucléaire
- Michael Douglas (VF : Marc Porel) : Richard Adams, le cadreur de KXLA
- Scott Brady  (VF : Marcel Guido)   : Herman De Young
- James Hampton  (VF : Roland Ménard)  : Bill Gibson
- Peter Donat : Don Jacovich
- Wilford Brimley  (VF : Jacques Ferrière)  : Ted Spindler
- Richard Herd  (VF : Claude Joseph)  : Evan McCormack
- Daniel Valdez  (VF : Med Hondo)  : Hector Salas, le preneur de son de KXLA
- Stan Bohrman : Pete Martin
- James Karen : Mac Churchill
- Michael Alaimo : Greg Minor
- Donald Hotton : le docteur Lowell
- Khalilah Ali : Marge
- Paul Larson  (VF : Alain Dorval)  : D.B. Royce
- Ron Lombard : Barney
- Tom Eure : Tommy
- Nick Pellegrino : Borden
- Daniel Lewk : Donny
- Allan Chinn : Holt
- Martin Fiscoe : un gardien
- Alan Kaul : le directeur de la télévision
- Michael Mann : le consultant télévisé
- David Eisenbise : le directeur technique
- Frank Cavestani : le présentateur des informations
- Reuben Collins : le commentateur sportif
- E. Hampton Beagle : Mort
- David Pfeiffer : David
- Lewis Arquette : Hatcher
- Dennis McMullen : Robertson
- Rita Taggart : Rita Jacovich
- James Hall : Harmon
- Carol Schlanger : la serveuse
- Trudy Lane : Alma Spindler
- Jack Smith Jr. : Tom
- David Arnsen : le cameraman de KXLA
- Betty Harford (en) : une femme à la manifestation
- Donald Bishop : le président de la commission
- Al Baietti : le témoin pro-nucléaire
- Diandra Morrell : Sasha
- Darrell Larson : le jeune manifestant
- Roger Pancake : un gardien
- Joe Lowry : un agent de sécurité
- Harry M. Williams : un pompier
- Dennis Barker : celui qui manipule l'équipement hydraulique de désincarcération
- Joseph Garcia : le patrouilleur de l’autoroute
- James Kline : Jim
- Alan Beckwith : un technicien
- Clay Hodges : le chef d'équipe du SWAT
- Val Clenard : Val Clenard

## Autour du film
Le film est fondé sur un scénario qui envisage la possibilité de l'emballement d'un réacteur nucléaire d'une centrale (résultant de lacunes volontaires dans le contrôle des principaux composants de la centrale, au moment de sa construction) conduisant celui-ci à faire fondre son enceinte de confinement, traverser le sol et exploser au contact d'une nappe phréatique. Le cœur fondu étant un corium extrêmement chaud et radioactif, il représente un grand danger que l'on peut caricaturer en l'imaginant s'enfoncer jusqu'au centre de la Terre, voire jusqu'en Chine comme le laisserait supposer le titre du film.
Le film, sorti douze jours avant l'accident nucléaire de Three Mile Island le 28 mars 1979, le plus grave accident nucléaire civil de l'histoire des États-Unis, eut un écho considérable dans l'opinion publique américaine et alimenta le mouvement antinucléaire aux États-Unis[réf. nécessaire]. Par voie de conséquence, le studio Columbia retira le film de plusieurs cinémas, par peur de donner l'impression de profiter de l'incident nucléaire.

## Distinctions
- Festival de Cannes 1979 : prix d'interprétation masculine pour Jack Lemmon[5].